# Imo (stan)
Imo – stan w południowej części Nigerii.
Imo sąsiaduje ze stanami Rivers, Abia, Enugu i Anambra. Jego stolicą jest Owerri. Powstał w 1976. W 1991 część stanu została oddzielona, tworząc stan Abia. Jest zamieszkany głównie przez członków ludu Ibo. 
Na terenie stanu znajdują się bogate złoża ropy naftowej.

## Podział administracyjny
Imo składa się z 27 lokalnych obszarów administracyjnych:
| - Aboh Mbaise - Ahiazu Mbaise - Ehime Mbano - Ezinihitte - Ideato North - Ideato South - Ihitte/Uboma - Ikeduru - Isiala Mbano | - Isu - Mbaitoli - Ngor Okpala - Njaba - Nkwerre - Nwangele - Obowo - Oguta - Ohaji/Egbema | - Okigwe - Onuimo - Orlu - Orsu - Oru East - Oru West - Owerri Municipal - Owerri North - Owerri West |